# 萨沃奇 (科罗拉多州)
萨沃奇（英語：Saguache），是美国科罗拉多州萨沃奇县下属的一座城市。建市于1891年8月13日，面积大约为0.398平方英里（1.032平方公里）。根据2010年美国人口普查，该市有人口485人。2011年估计该市有人口494人，相比2010年人口增长率为1.86%。同时，论人口该市是科罗拉多州第197大城市。